# Kristian Holmqvist

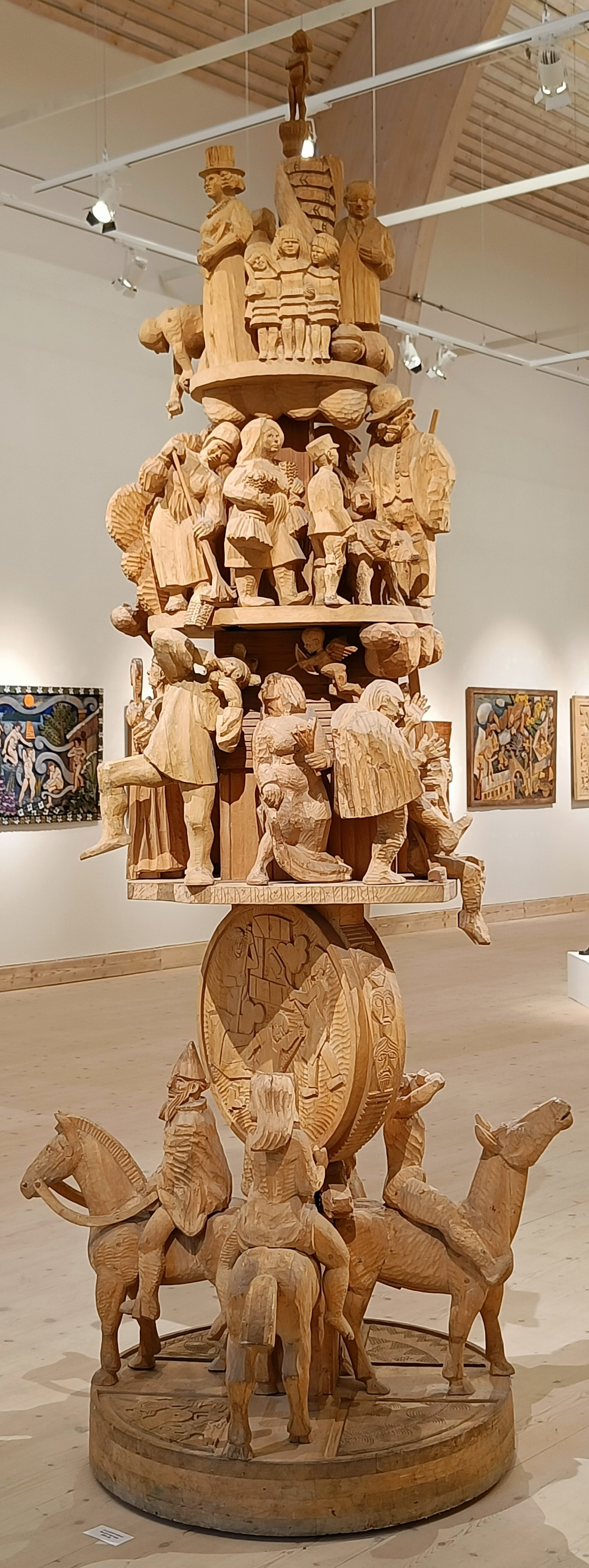
Lundakavalkad. Träskulptur 1985

Karl Kristian Holmqvist, född 5 juni 1928 i Lund, död där 17 februari 2015, var en svensk lärare och konstnär. Han utbildade sig till folkskollärare men övergav lärarbanan vid 50 års ålder. Därefter ägnade han sig på heltid åt konstnärlig verksamhet såsom teckning, måleri och skulptur. 

## Biografi

### Skola och tidigt yrkesliv
Efter skolgången på Katedralskolan i Lund studerade han vid Skånska Målarskolan i Malmö under höstterminen 1948. Därefter påbörjade han på sin faders inrådan en utbildning till folkskollärare vid Folkskoleseminariet i Lund, eftersom föräldrarna inte ansåg att hans konstnärsdrömmar var något att satsa på. Under utbildningen och därefter under åren som folkskollärare utnyttjade han varje ledig stund till konstskapande, och han var fast övertygad om att han inte skulle stanna kvar i läraryrket hela livet. På sommarloven målade han ett stort antal akvareller ute i det fria vid sommarstugan i Småland. 
Parallellt med sin lärargärning ägnade han sig åt att illustrera läromedel och böcker inom djur- och naturområdet, exempelvis Träd i svenska marker och Småkryp i svenska marker av Bengt Sjögren och Ogräsboken av Stefan Casta. Under flera år tog han tjänstledigt från lärartjänsten för att kunna utföra över ettusen färgillustrationer av växter och djur till en bok om artkunskap. När han var nästan klar valde förlaget att lägga ned projektet, och boken förblev outgiven. Han avslutade sin lärartjänst 1978 för att kunna ägna sig åt konstnärligt skapande på heltid. Med undantag för kortare inhopp som lärare strax före pensionsåldern arbetade han som konstnär fram till sin död. 

### Träreliefer och skulpturer
De första åren som fri konstnär utförde Holmqvist ett flertal träreliefer och skulpturer, både målade och omålade, där människokroppen, djur, natur och ornament är återkommande teman. Han hämtade också inspiration från barndomsminnen, arkeologi, antropologi och historia. Andra inspirationskällor var litterära verk som Aniara av Harry Martinson och Röde Orm av Frans G. Bengtsson. Den gamla gården berättar är en trärelief som köptes in av Statens konstråd 1980. Den hänger på SLU i Alnarp och beskriver vad en gammal gård kan ha varit med om genom tiderna från gamla tiders övertro och vidskepelse till nutidens exploatering av åkermarken.
Lundakavalkad, en skulpturgrupp från 1985, beställd av Katedralskolan i Lund till skolans 900-årsjubileum, skildrar Lunds historia i tre våningar; medeltid, nyare tid och nutid. Kristian Holmqvist fick Staffanstorps kommuns kulturpris 1983 med motiveringen ”För den stora spännvidden i ett konstnärskap som omfattar såväl med stor skicklighet och stark känsla för materialets egenart utförda träreliefer som utomordentligt vackra färgillustrationer med naturmotiv”.

### Träsnitt och akvareller
Under 1990-talet utförde Holmqvist flera olika serier träsnitt med ornamentalt stiliserade motiv. I en av Staffanstorps kommun utlyst tävling om utformning av minnesgåvor vann två av hans träsnitt förstapriset i två olika klasser. Han återgick också mer och mer till akvarellmåleriet under senare delen av 1990-talet. Konstpedagogen och akvarellisten Arne Isacsson var en stor inspirationskälla, och Holmqvist företog många resor till bland annat Frankrike, Spanien och Grekland, där han målade akvareller ute i det fria. En av dessa finns publicerad i Arne Isacssons bok Akvarellteknik. Måleriet från denna tid kännetecknades av stor skaparglädje och produktivitet. 

### Spontana teckningar
Under senare delen av 1980-talet började Kristian Holmqvist att teckna på ett för honom helt nytt sätt. Förutsättningslöst och till synes planlöst lät han pennan gå över papperet i ett snabbt tempo. Han kallade teckningarna för ”spontana teckningar”. Flera av dessa använde han som förlaga till skulpturer, till exempel ”Flykt”. Han berättade om de spontana teckningarna i en tidningsartikel 1989:
Det är det bästa sättet att komma åt det undermedvetna. Tänker man för mycket kommer ängslan av att det inte ska bli bra nog. Jag vill vara fri från all styrning. Så älskar jag också barnteckningar.

## Galleri

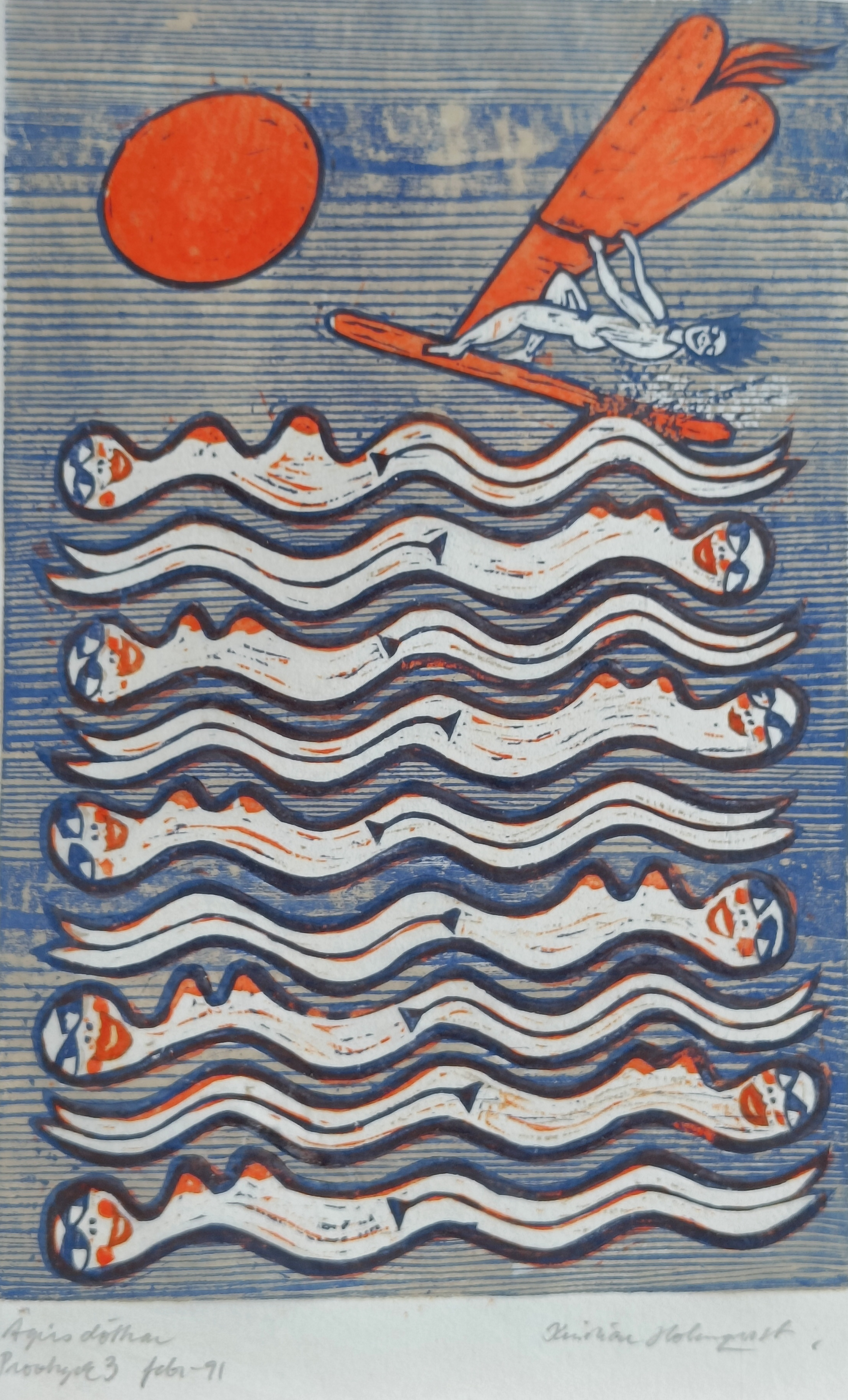
Ägirs döttrar. Träsnitt,  1991
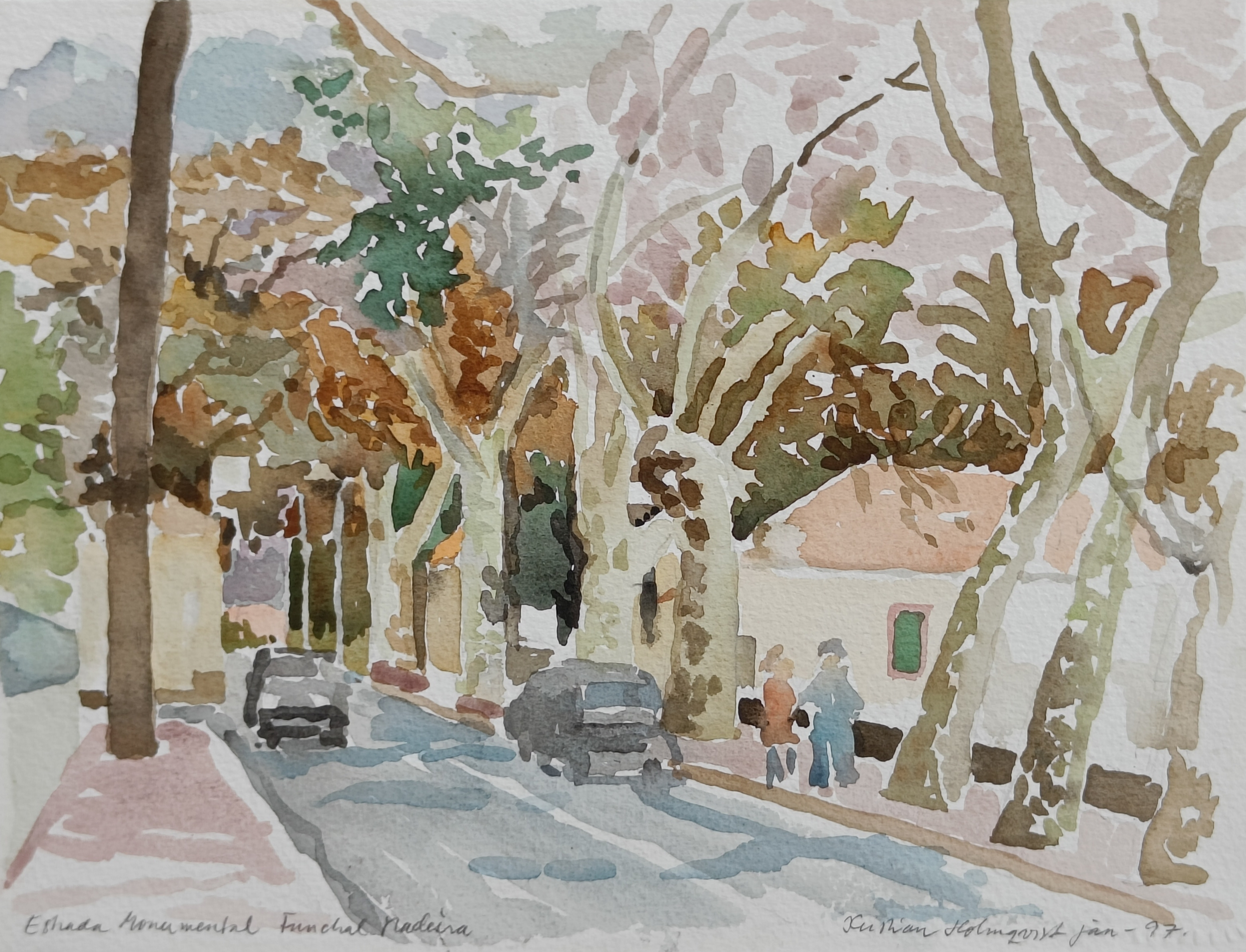
Estrada Monumental, Funchal, Madeira. Akvarell, 1997
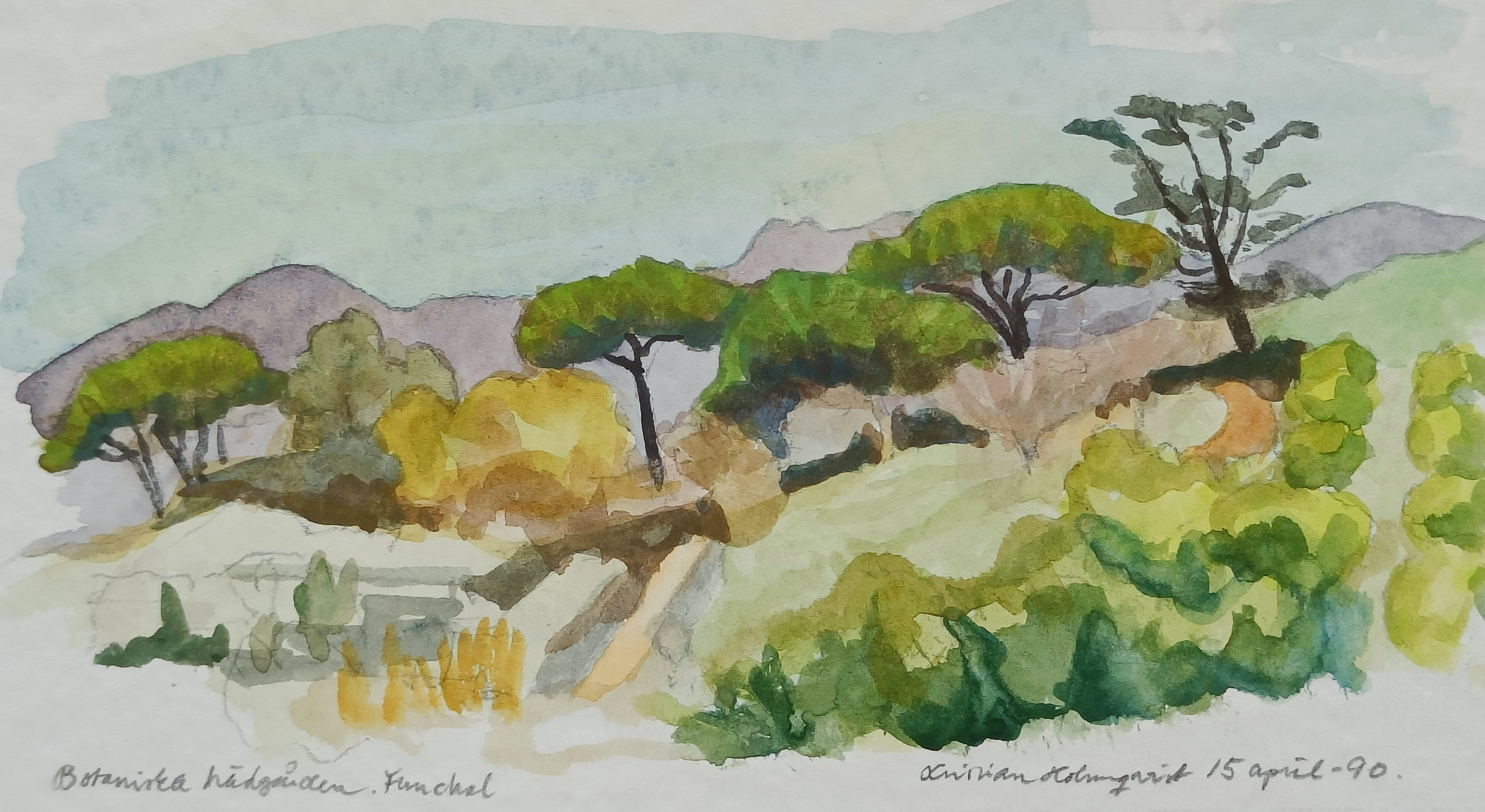
Botaniska trädgården, Funchal, Madeira. Akvarell, 1990
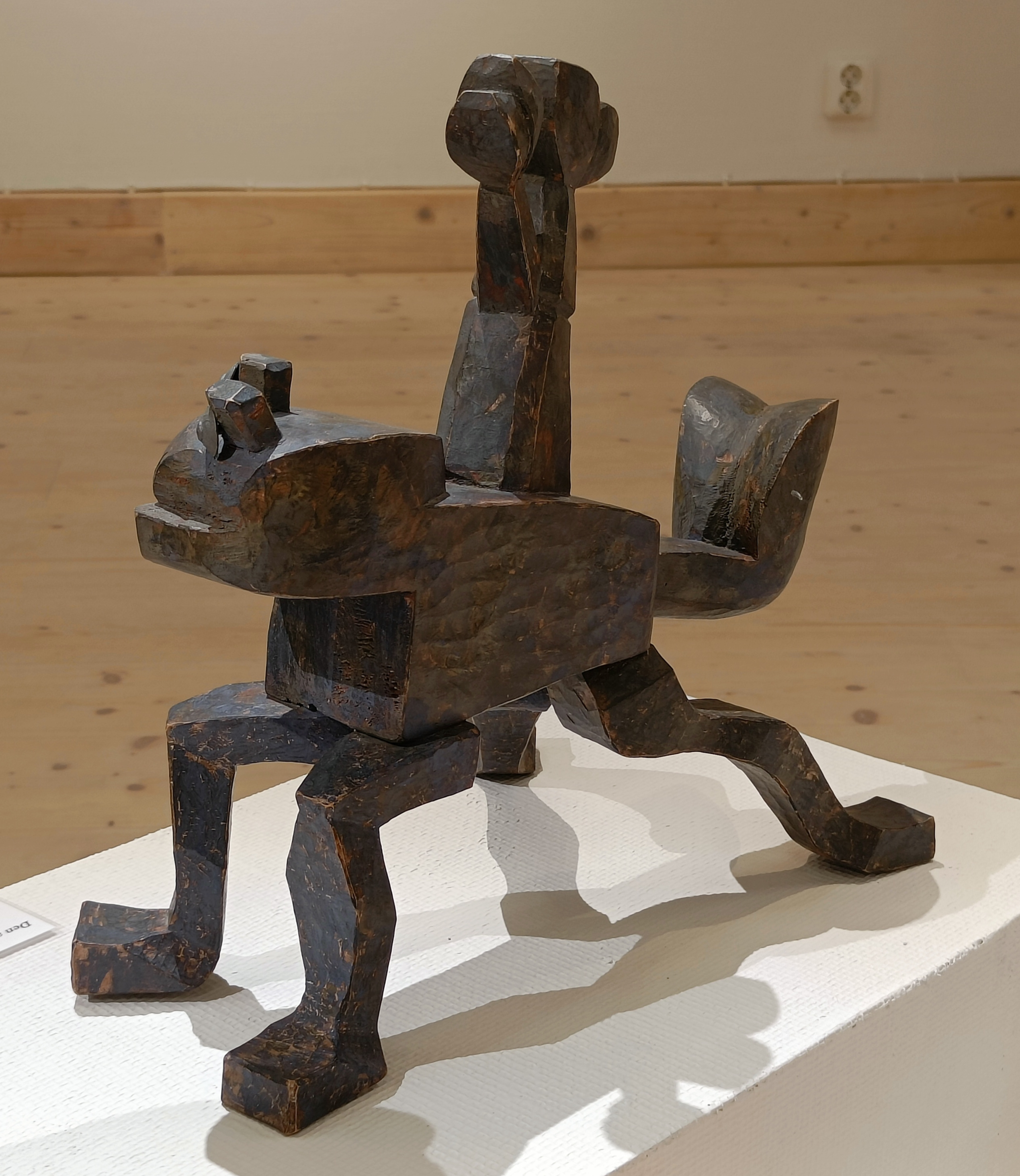
Den aningslösa grodan. Träskulptur 1988
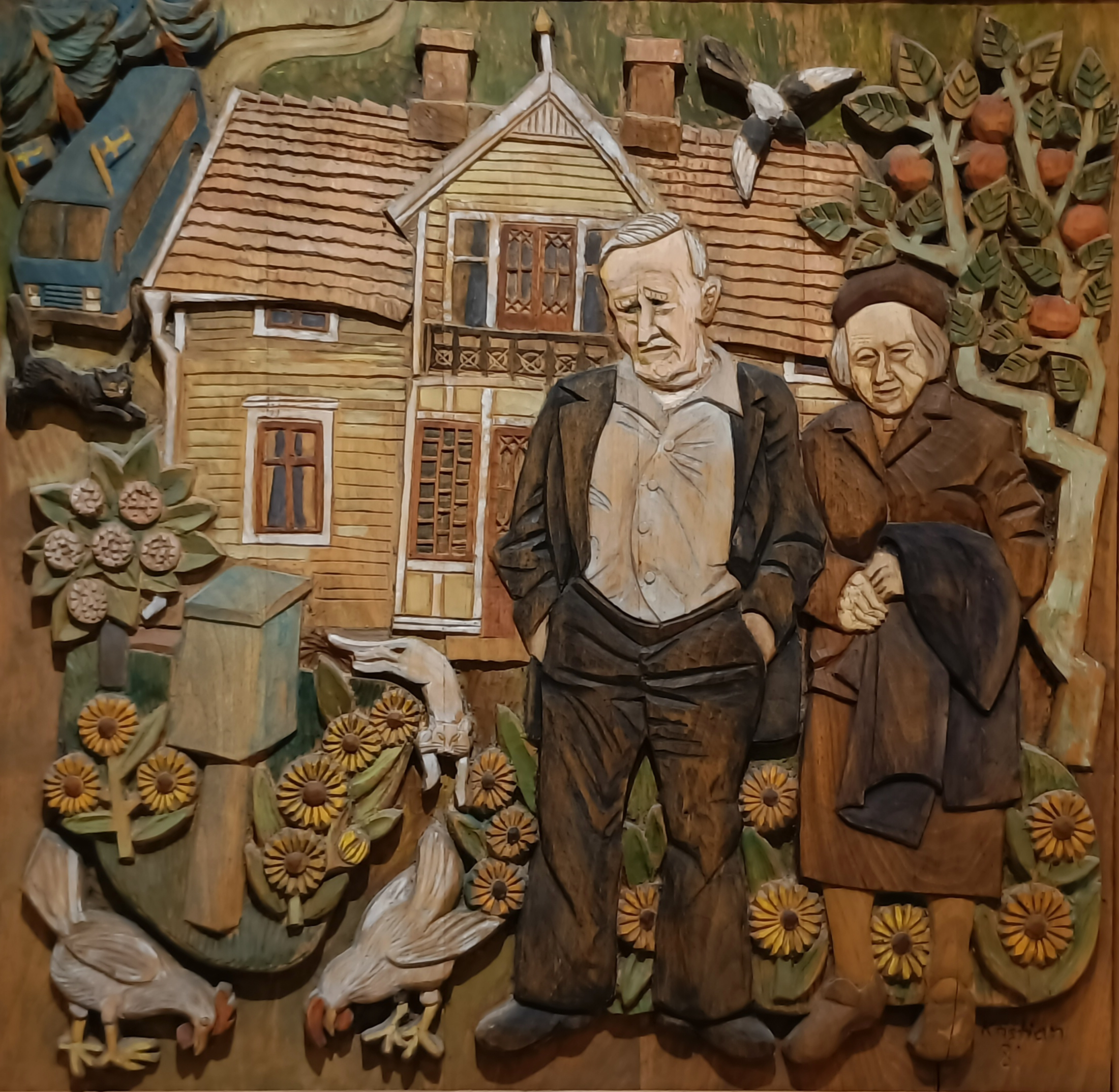
Inför pensionärsutflykten. Trärelief 1981

## Verk

### Representation
- 1977 - Hunterdon Art Center, Clinton, New Jersey[20]
- 1977 - Hunt Institute for Botanical Documentation, Pittsburgh, Penn.[21]
- 1979 - Kyrkorådet, Uppåkra[22][23][24]
- 1980 - Statens konstråd (SLU Alnarp)[25]
- 1983 - Lunds kommun (Katedralskolan)[26]
- 1985 - Lunds kommun (Katedralskolan)[27][1]
- 1986 - Staffanstorps kommun (Medborgarhuset)[28]
- 1989 - Skissernas museum, Lund[29]

### Jurybedömda utställningar
- 1985 - Livet på landet, Liljevalchs, Stockholm[30][31]
- 1998 - Nordisk akvarell -98, Waldemarsudde, Stockholm, Ronneby kulturcentrum, Ronneby, Rydals museum, Borås, Sundsvalls museum, Sundsvall[32]

### Övriga utställningar
- 1978 - Galleri 43, Trelleborg[33]
- 1979 - Burlövs Konstförening, Biblioteket, Arlöv[34][35][36]
- 1983 - S:t Staffansgården, Staffanstorp[37]
- 1991 - Hallska gården, Gränna[38]
- 1998, 2005, 2024 - Staffanstorps konsthall [39][40][41][42][43][44][45]
- 2001 - Limhamns museiförening, Soldattorpet, Limhamn[8]
- 2007 - Galleri Moment, Ängelholm[46]
- 2008 - Jolans keramikateljé, Lund[47]
- 2008 - Galleri Emmas, Grästorp[48]

## Priser och utmärkelser
- 1983 - Staffanstorps kulturpris[49][50]
- 1990 - Staffanstorps kommun, pristävling om utformning av minnesgåva[16]